# Szkoła kadetów (film)
Szkoła kadetów (oryg. Taps – pl. Capstrzyk) – film z 1981 roku w reżyserii Harolda Beckera na podstawie powieści Devery'ego Freemana.

## Obsada
- George C. Scott – Generał brygady Harlan Bache
- Timothy Hutton – Kadet Major Brian Moreland
- Ronny Cox – Pułkownik Kerby
- Tom Cruise – Kadet Kapitan David Shawn
- Sean Penn – Kadet Kapitan Alex Dwyer
- Tim Wahrer – Kadet Major John Cooper
- Brendan Ward – Kadet Charlie Auden
- John P. Narvin, Jr. – Kadet Derek Mellot
- Billy Van Zandt – Kadet Bug
- Donald Kimmel – Kadet Sierżant Billy Harris
- Evan Handler – Kadet Porucznik Edward West
- Giancarlo Esposito – Kadet Kapitan J.C. Pierce
- Tim Riley – Hulk
- Jeff Rochlin – Shovel
- Rusty Jacobs – Rusty
- Wayne Tippit – Sierżant sztabowy Kevin Moreland
- Earl Hindman – Porucznik policja stanowa Hanson
- Jess Osuna – Dziekan Ferris

## Nagrody i wyróżnienia
- Złote Globy 1981
  - Timothy Hutton – najlepszy aktor dramatyczny (nominacja)